# Margit Schönberger
Margit Schönberger, auch Margit Sonberger (* 23. März 1948 in Oberösterreich; † 7. August 2024), war eine deutsche Journalistin und Sachbuchautorin.

## Leben und Werk
Margit Schönberger, geboren in Oberösterreich und aufgewachsen in Salzburg, war ausgebildete Verlagskauffrau. Sie war viele Jahre lang Pressechefin des Droemer-Knaur-Verlags. 1989 übernahm sie die Leitung der Presse- und Öffentlichkeitsarbeit in der damaligen Verlagsgruppe Bertelsmann. Im Jahr 2003 machte sie sich mit einer eigenen Literaturagentur selbstständig.
Schönberger verfasste mehrere erfolgreiche Sachbücher, darunter den Bestseller Wir sind rund, na und?.
Sie war verheiratet und lebte mit ihrem Mann in München.

## Werke (Auswahl)
- mit Katja Maybach: Pretty Women: Kleider-Frauen-Storys, Knesebeck, München 2010, ISBN 978-3-86873-216-0
- Das Diätenhasser-Buch. Basta! Die Pfunde bleiben drauf!  Knaur-Taschenbuch-Verlag, München 2009; ISBN 978-3-426-78193-7
- (als Hrsg.:) Ich werde nie mehr auseinandergehen. Böse Diät-Geschichten. Diana-Verlag, München 2009; ISBN 978-3-453-35259-9
- Wozu Männer? Liebeserklärung an eine überflüssige Spezies. Ihre Macken, ihre Launen, ihre Ticks – und warum wir sie trotzdem lieben.  Weltbild, Augsburg 2008; ISBN 978-3-86800-052-8 / Knaur-Taschenbuch-Verlag, München 2008; ISBN 978-3-426-78019-0
- Don‘t worry, be fifty. Plötzlich bist du 50 und die Welt ist voller Möglichkeiten. RM-Buch-und-Medien-Vertrieb [u. a.], [Rheda-Wiedenbrück, Gütersloh] 2008
- (als Hrsg.:) Das Schwein vom Dienst. Böse-Chef-Geschichten. Diana-Verlag, München 2008; ISBN 978-3-453-35256-8
- Mein Chef, das Arschloch! Zwei Bücher in einem Band. Goldmann, München 2008; ISBN 978-3-442-39147-9
- Wer Kollegen hat, braucht keine Feinde mehr. Überlebenstraining fürs Büro. Goldmann, München 2008; ISBN 978-3-442-17004-3
- Be happy, be fifty. 50 gute Gründe, mit Freude 50 zu werden. Knaur-Taschenbuch-Verlag, München 2008; ISBN 978-3-426-78062-6
- Das Chef-Wörterbuch. Was er sagt – was er wirklich meint. Goldmann, München 2007
- Das kleine Buch der Laster. Mosaik, München 2000 / Goldmann, München 2005
- mit Anita Höhne: Wir sind rund – na und? Ein Plädoyer für die mollige Frau. Droemer Knaur, München 1981/1984